# Cummins
Cummins Inc. — международная корпорация, занимающаяся разработкой, производством и продажей дизельных и газовых двигателей, генераторных установок и комплектующих.
Штаб-квартира Cummins Inc. находится в Колумбусе (штат Индиана, США). В числе крупнейших компаний США по размеру выручки в 2022 году (список Fortune 500) Cummins заняла 149-е место. В списке крупнейших публичных компаний мира Forbes Global 2000 за 2022 год Cummins заняла 522-е место.

## История
Компания Cummins была основана в 1919 году Клесси Камминзом при поддержке местного банкира и инвестора Уильяма Глантона Ирвина. Клесси был одним из первых, кто увидел коммерческий потенциал двигателя, изобретённого Рудольфом Дизелем двумя десятилетиями раньше. Изначально он выпускал двигатели для сельскохозяйственной техники мощностью 4,5 кВт (6 л. с.) по лицензии, но вскоре компания Cummins начала разрабатывать двигатели собственной конструкции. Недостатком дизельных двигателей того времени был большой размер, исключавший возможность использовать их для легковых автомобилей; Камминз поставил себе целью разработать компактный и мощный дизельный двигатель. Пригодная к эксплуатации модель была разработана лишь к 1930 году, к этому времени Ирвин инвестировал в компанию более 2,5 млн долларов.
В 1932 году была организована рекламная акция на автодроме «Индианаполис Мотор Спидвей», где грузовик с новым шестицилиндровым двигателем Cummins модели H прошёл 14 600 миль (около 23 500 км) в безостановочном режиме в течение двух недель.
В годы Великой депрессии экономные дизельные двигатели Камминза быстро начали набирать популярность. Во главе компании стал внучатый племянник Ирвина, Джозеф Ирвин Миллер, который профинансировал строительство полноценного завода для производства двигателей. В 1937 году компания Камминза впервые получила прибыль. Компания применяла нестандартную стратегию продавать свои двигатели другим производителям двигателей, однако это позволяло удваивать выручку каждые пять лет вплоть до 1960-х годов. Причиной большого спроса на двигатели Камминза было значительное техническое превосходство, в частности он первым начал использовать турбонаддув, что позволило увеличить мощность на 50 % без роста потребления горючего.
Знаковое событие произошло во время проведения 500 миль Индианаполиса 1952, бывшей также вторым этапом чемпионата мира Формулы-1 1952 года. В гонке стартовал автомобиль Cummins Diesel Special на базе шасси Kurtis Kraft с турбодизелем. Турбонаддув являлся абсолютной новинкой в истории как американских формульных гонок, так и чемпионата мира Формулы-1. Управлял машиной Фред Агабашьян, он смог грамотно реализовать мощностные показатели своего автомобиля в квалификации, выиграв поул с рекордной на тот момент средней скоростью для Инди-500. Это стал первый в истории чемпионата мира Ф1 поул для турбонаддувных машин, а также первый и единственный в истории турнира поул для дизелей и для марки Cummins. В гонке Агабашьян также уверенно захватил лидерство, но вынужден был сойти из-за засорения пылью и последующего отказа турбокомпрессора.
В 1950-х годах на Cummins приходилось 60 % рынка двигателей для тяжёлых грузовиков в Северной Америке, в это время была создана сеть дилеров, которая занималась только двигателями производства этой компании. Однако в 1960-х годах рынок тяжёлых грузовиков начал достигать насыщения, и Cummins пришлось начать разрабатывать двигатели для средних и лёгких грузовиков, но в этой категории преимущества дизельных двигателей перед бензиновыми были не столь значительны, и рост компании замедлился. Также начиная с конца 1950-х годов был куплен ряд непрофильных активов, включая производителя лыж, банк и скотоводческую ферму. Эта стратегия оказалась ошибочной, спрос на дизельные двигатели падал не так быстро, как прогнозировалось, и доля Cummins на начало 1970-х годов сократилась до 40 %. В начале 1970-х годов были проданы непрофильные активы и началось расширение деятельности в другие страны, а также начался выпуск особо мощных двигателей для сельскохозяйственной и строительной техники и морских судов. В 1976 году продажи достигли миллиарда долларов. В конце десятилетия были открыты заводы в Великобритании.
В 1980-х годах было закрыто несколько заводов и более чем на 20 % сокращена численность персонала; взамен были созданы совместные предприятия в Японии, Финляндии и Индии. Значительные средства (около 5 % выручки) вкладывались в научно-исследовательскую деятельность, в частности в 1996 году была открыта лаборатория по тестированию двигателей стоимостью 20 млн долларов, около 1 млрд было потрачено на разработку системы компьютерного контроля работы двигателя SmartPower. В октябре 1998 года семь производителей двигателей, включая Cummins, заплатили 1 млрд долларов Агентству охраны окружающей среды по иску о фальсификации данных об уровне выхлопов их моторов. К концу 1990-х годов доля Cummins на рынке двигателей для тяжёлых грузовиков сократилась до 30 %, в основном в пользу Caterpillar. В 2001 году был заключён долгосрочный договор на поставку двигателей компании Paccar.
19 сентября 2006 года Cummins Inc. и ОАО «КамАЗ» открыли сборочную линию двигателей Cummins серии В (140—300 л. с., рабочий объём от 4,5 до 6,7 литров) в Набережных Челнах.
10 июня 2009 года на паритетных началах (50:50 %) было создано совместное предприятие с Beiqi Foton Motor которое назвали Beijing Foton Cummins Engine Company Ltd (BFCEC). В 2014 году Cummins и китайская компания LiuGong открыли совместное предприятие Guangxi Cummins Industrial Power Company (GCIC) по производству двигателей в Китае.

## Деятельность

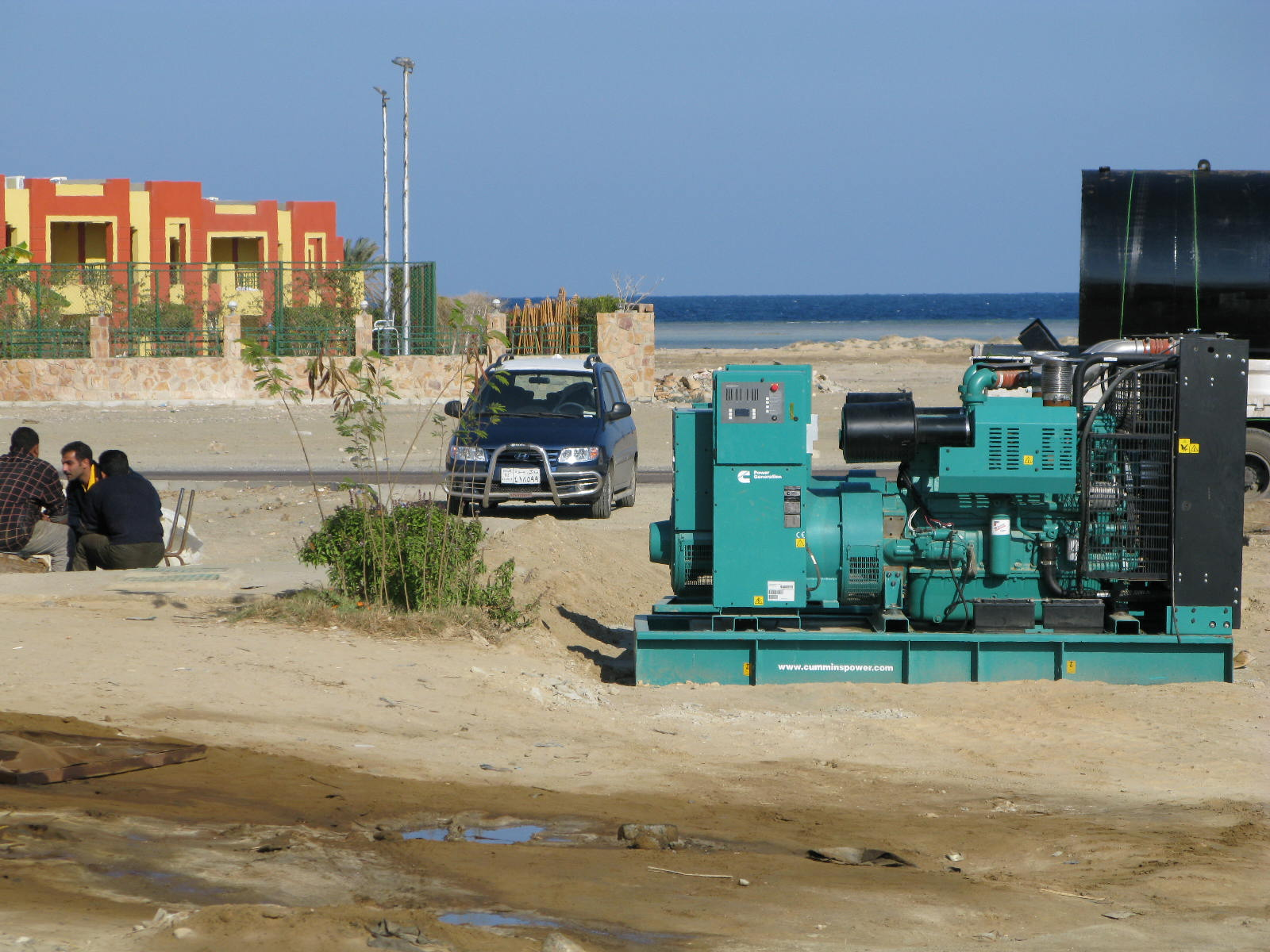
ДЭС фирмы Cummins

Основные производственные мощности находятся в США (штаты Индиана, Нью-Йорк, Северная Каролина, Южная Каролина, Теннесси, Висконсин, Миннесота, Нью-Мексико), а также в Австралии, Бельгии, Бразилии, Великобритании, Германии, Индии, Канаде, Китае, Республике Корея, Мексике, Нигерии, Румынии и Франции.
Более половины выручки компании приходится на США (в 2021 году 12,5 млрд из 24,0 млрд долларов), другими важными рынками являются Китай (3,2 млрд) и Индия (1,1 млрд). Крупнейшим покупателем продукции компании является американский производитель грузовиков Paccar, на него приходится 15 % продаж Cummins. Также имеются долгосрочные контракты с компаниями Navistar, Daimler Truck и Stellantis, на эти четыре компании в сумме приходится треть выручки.
Подразделения по состоянию на 2021 год:

### Двигатели
Производство дизельных и газовых двигателей мощностью 37 — 3132 кВт (49 — 4200 л. с.). Двигатели Cummins применяются на всех видах транспортных средств, включая грузовые автомобили, автобусы, промышленное оборудование, горнодобывающую, нефтегазовую, железнодорожную технику и морские суда. На это подразделение приходится 33 % выручки компании.

### Генераторные установки
Производство дизельных и газовых электрогенераторов для работы в резервном или основном режимах мощностью от 2 до 3500 кВА, переходные переключатели, переключатели и системы управления. Также продукция подразделения включает промышленные двигатели особо большой мощности. На подразделение приходится 15 % выручки, основные бренды — Stamford, Newage и AVK.

### Комплектующие
На подразделение комплектующих приходится 26 % выручки компании. Подразделение Cummins Components включает пять направлений:
- Cummins Emission Solutions — разрабатывает и поставляет системы нейтрализации отработавших газов
- Cummins Turbo Technologies — разрабатывает и производит турбокомпрессоры и сопутствующую продукцию для дизельных двигателей под торговыми марками Cummins и Holset.
- Cummins Filtration — производит воздушные, топливные, гидравлические и масляные фильтры под торговыми марками Cummins и Fleetguard.
- Cummins Electronics and fuel systems — разрабатывает и производит топливные системы, а также контрольную электронику и датчики.
- Automated transmissions — производство автоматических коробок передач для тяжёлых грузовиков на совместном предприятии Eaton Cummins Automated Transmission Technologies (50/50 Cummins и Eaton Corporation).

### Дистрибуция
Cummins Distribution — подразделение, занимающееся оптовой и розничной продажей двигателей и генераторных установок, запасных частей, а также сервисным обслуживанием. Дистрибьюторская сеть Сummins состоит из более чем 600 дистрибьюторов и 7500 сервисных пунктов в более чем 190 странах мира. 26 % выручки компании.

### Новая энергетика
Разработка комплектующих для электромобилей и автомобилей на водородном топливе, включая аккумуляторы и топливные элементы.
|                     | 2010  | 2011  | 2012  | 2013  | 2014  | 2015  | 2016  | 2017  | 2018  | 2019  | 2020  | 2021  |
| ------------------- | ----- | ----- | ----- | ----- | ----- | ----- | ----- | ----- | ----- | ----- | ----- | ----- |
| Оборот              | 13,23 | 18,05 | 17,33 | 17,30 | 19,22 | 19,11 | 17,51 | 20,43 | 23,77 | 23,57 | 19,81 | 24,02 |
| Чистая прибыль      | 1,040 | 1,848 | 1,645 | 1,483 | 1,651 | 1,399 | 1,394 | 0,999 | 2,141 | 2,260 | 1,789 | 2,131 |
| Активы              | 10,40 | 11,67 | 12,55 | 14,73 | 15,78 | 15,13 | 15,01 | 18,08 | 19,06 | 19,74 | 22,62 | 23,71 |
| Собственный капитал | 4,996 | 5,831 | 6,974 | 7,870 | 8,093 | 7,750 | 7,174 | 8,164 | 8,259 | 8,465 | 8,989 | 9,401 |

| Марка, модель          | Страна         | Тип узла или детали |
| ---------------------- | -------------- | ------------------- |
| DAF                    | Нидерланды     | двигатель           |
| Амкодор                | Белоруссия     | двигатель           |
| БелАЗ                  | Белоруссия     | двигатель           |
| Foton                  | Китай          | двигатель           |
| ГАЗ                    | Россия         | двигатель           |
| ЗИЛ                    | Россия         | двигатель           |
| КАвЗ                   | Россия         | двигатель           |
| КамАЗ                  | Россия         | двигатель, ТА       |
| КрАЗ                   | Украина        | двигатель           |
| МАЗ                    | Белоруссия     | двигатель           |
| НефАЗ                  | Россия         | двигатель           |
| ПАЗ                    | Россия         | двигатель           |
| Avia                   | Чехия          | двигатель           |
| Bombardier             | Канада         | двигатель           |
| Dodge Ram              | США            | двигатель           |
| Dongfeng               | Китай          | ТА                  |
| Freightliner           | США            | двигатель           |
| Hitachi                | Япония         | двигатель           |
| Ikarus                 | Венгрия        | ТА, двигатель       |
| Iveco                  | Италия         | ТА                  |
| JCB                    | Великобритания | двигатель           |
| Kenworth               | США            | двигатель           |
| Mack                   | США            | двигатель           |
| MAN TGS                | Германия       | двигатель           |
| Navistar International | США            | двигатель           |
| Orion International    | Канада         | двигатель           |
| Sisu                   | Финляндия      | двигатель           |
| Scania                 | Швеция         | ТА                  |
| Volvo VN US model      | США            | двигатель           |
| Yutong                 | Китай          | двигатель           |

## Производства в разных странах
| Название организации       | Страна, город            | Тип продукции                     | Год начала работы |
| -------------------------- | ------------------------ | --------------------------------- | ----------------- |
| Cummins Inc                | Колумбус, США            | Дизельные моторы от 1,4 до 96 л   | 1914              |
| Cummins                    | Сиань, Китай             | Дизельные моторы, генераторы, ДЭС | 2000              |
| Cummins                    | Измир, Турция            | Насос-форсунки, ТНВД              | Н. Д.             |
| Cummins Kama Joint Venture | Набережные Челны, Россия | Дизельные моторы от 4,5 до 15 л   | 2006              |

## Перечень продукции Cummins
Двигатели малой и средней мощности
- ISF 2.8 — устанавливается на легкие коммерческие автомобили Газель Бизнес, и Газель NEXT
- ISF 3.8 — устанавливается на среднетоннажные автомобили МАЗ, Foton, JAC, автобусы ПАЗ
- B 3.3 — широкое применение для строительной техники (колесные погрузчики, экскаваторы, буровые станки)
- B 3.9 — широкое применение для строительной техники (колесные погрузчики, экскаваторы, буровые станки)
- QSB 5.9 — широкое применение для строительной техники (колесные погрузчики, экскаваторы, буровые станки)
- ISB 4.5/6.7 — устанавливается на грузовые автомобили DAF, КАМАЗ, автобусы ЛИАЗ, КАВЗ, НЕФАЗ, Solaris, Scania, пикапы Dodge Ram и др.
- QSB 6.7 — устанавливается на сельскохозяйственную технику, буровые станки, экскаваторы, горно-шахтную технику
- C 8.3 — широкое применение для строительной техники (колесные погрузчики, экскаваторы, буровые станки)
- QSL 9 — устанавливается на сельскохозяйственную технику, высокопроизводительные буровые станки, экскаваторы, горно-шахтную технику, генераторные установки
- QSC 8.3 — устанавливается на высокопроизводительные буровые станки, экскаваторы, горно-шахтную технику, генераторные установки
- L 9 — широкое применение для строительной и горно-шахтной техники (колесные погрузчики, экскаваторы, буровые станки)

Двигатели большой мощности
- ISM 11 — устанавливается на грузовые автомобили (седельные тягачи и др.)
- ISG 12 — устанавливается на грузовые автомобили (седельные тягачи и др.)
- ISX 12 — устанавливается на грузовые автомобили (седельные тягачи и др.)
- ISX 15 — устанавливается на грузовые автомобили (седельные тягачи и др.)
- QSM 11, QSG 12, QSX 15 — устанавливается на сельскохозяйственную технику, высокопроизводительные буровые станки, экскаваторы, горно-шахтную технику, железнодорожную технику, генераторные установки

Двигатели высокой мощности
- K 19 — устанавливается на карьерные самосвалы, высокопроизводительные бульдозеры, морские суда, генераторные установки
- QSK 23 — широкое применение для строительной и горно-шахтной техники, железнодорожной техники, морских судов, генераторных установок
- QST 30 — устанавливается на карьерные самосвалы, железнодорожную технику, морские суда, генераторные установки
- K 38 — устанавливается на карьерные самосвалы, высокопроизводительные экскаваторы, железнодорожную технику, морские суда, генераторные установки
- QSK 45 — устанавливается на карьерные самосвалы, высокопроизводительные экскаваторы, железнодорожную технику, морские суда, генераторные установки
- K 50 — устанавливается на карьерные самосвалы, высокопроизводительные экскаваторы, морские суда, генераторные установки
- QSK 60 — устанавливается на карьерные самосвалы, высокопроизводительные экскаваторы, железнодорожную технику, морские суда, генераторные установки
- QSK 78 — устанавливается на карьерные самосвалы, железнодорожную технику, морские суда, генераторные установки
- QSK 95 — устанавливается на карьерные самосвалы, железнодорожную технику, морские суда, генераторные установки

Двигатели, использующие природный газ в качестве топлива:
- QSB 6.7G — устанавливается на автобусы
- QSK 19G — устанавливается на карьерные самосвалы, генераторные установки
- QSK 60G — устанавливается на генераторные установки
- QSV 81 — устанавливается на генераторные установки
- QSV 91 — устанавливается на генераторные установки

## Cummins в России и СНГ
Представительство Cummins Inc. в России и СНГ
Продукция Cummins появилась в России с начала 1970-х годов вместе с поставками тяжелой карьерной техники. С тех пор бренд Cummins приобретал возрастающую популярность среди крупнейших компаний горнодобывающей промышленности бывшего СССР.
На территории России и стран СНГ с 1989 года интересы компании представляет Московское представительство Cummins Inc. В 2003 году был основан российский дистрибьютор — компания ООО «Камминз», которая осуществляет сервисную поддержку, поставку запасных частей и продажу продукции Cummins на территории России и стран СНГ. Сервисная поддержка также осуществляется из регионального отделения в Республике Казахстан и Республике Беларусь, а также через сеть авторизованных дилеров Cummins.
Совместное производство Cummins и КАМАЗ
ЗАО «КАММИНЗ КАМА» — это совместное предприятие по производству дизельных двигателей, предназначенных для мало- и среднетоннажной автомобильной, сельскохозяйственной, дорожно-строительной и промышленной техники, созданное корпорациями ПАО «КАМАЗ» и Cummins Inc. в г. Набережные Челны.
Производственные мощности предприятия компактны, с высокой степенью автоматизации. Технологический уровень и организация производства отвечают  современным требованиям при производственной мощности 35 000 двигателей в год. В состав оборудования завода входят: цех обработки блока и головки цилиндров, линия сборки и окраски, а также испытательный стенд.
На совместном предприятии производятся двигатели Cummins серий B4.5, B6.7, L8.9, а также запасные части для двигателей второй и третьей комплектности моделей 6ISBe, ISB 6.7, ISB 6.7e4.

## Электромобили Cummins
В августе 2017 года фирма Cummins представила прототип электрического грузового автомобиля Cummins AEOS . На тягаче установлена аккумуляторная батарея ёмкостью 149 кВтч вместо 12-литрового двигателя. Полная масса грузовика — около 35 тонн. Запас хода в режиме городской езды пока составляет около 100 миль (примерно 160 км) на одном заряде.

## Интересные факты
- В 1919 году Клесси Камминз собрал первый американский четырёхтактный двигатель, мощностью всего 6 л. с., но этого было достаточно, чтобы использовать его как генератор для выработки электричества.
- Во время Второй мировой войны значительная часть продукции Cummins выпускалась для американской армии и флота. С открытием второго фронта двигатели транспортировались в Западную Европу и СССР.
- Когда недружественные страны начали вводить санкции против России 2022 года выяснилось, что производство дизелей оказалось полностью локализовано в Набережных Челнах, таким образом эти дизеля сменили своё название на «КамАЗ» .

## Совместные предприятия
Основные совместные предприятия по состоянию на 2021 год:
- Beijing Foton Cummins Engine Co., Ltd. (50 %)
- Dongfeng Cummins Engine Company, Ltd. (50 %)
- Chongqing Cummins Engine Company, Ltd. (50 %)
- Komatsu Cummins Chile, Ltda. (50 %)
- Cummins-Scania XPI Manufacturing, LLC (50 %)
- Tata Cummins, Ltd. (50 %)